# 대강면 (단양군)
대강면(大崗面)은 대한민국 충청북도 단양군의 면이다.

## 역사
여지도서에 의하면 단양군 동면에 금곡리, 노동리, 용부원리, 장림리가, 남면에 괴리평리, 운암리, 갈천리, 올산리가 있다고 되어 있으나 1898년 충청북도각군읍지 자료에는 동면에 금곡·노동·용부원·장림이, 남면에 괴평·운암(雲巖)·갈천(葛川)·올산의 4개 마을이 되어 있다고 하여 기록에 차이가 있다.
- 1909년 동면 13개 마을로 각각 장림·후곡·당동·용부원·장현·노동·마조점·신기·수촌·천동·금곡·기촌·고수가 있었고, 남면 17개 마을로 두음동·괴평·사인암·직치·불암·황정·성금·미노·덕촌·사동·장정·신구·무수천·마조점·천동·방곡·올산이 있었다.
- 1912년 동면이 금강면, 남면이 대흥면으로 개칭되었다. 이때 12개 리 금강면의 소재지는 노동리, 16개 리 대흥면의 소재지는 사인암리에 있었다.

| 1914년          | 1914년 | 현재   | 현재 |
| --------------- | --- | ------ | --- |
| 면              | 리 | 면     | 리 |
| 대흥면 (大興面) | 괴평리, 덕촌리, 두음리, 마조리, 미노리, 무수천리, 방곡리, 사동리, 사인암리, 성금리, 신구리, 올산리, 직티리, 천동리, 황정리 | 대강면 | 괴평리, 덕촌리, 두음리, 남조리, 미노리, 무수천리, 방곡리, 사동리, 사인암리, 성금리, 신구리, 올산리, 직티리, 남천리, 황정리 |
| 금강면 (金岡面) | 당동리, 용부원리, 장림리, 장정리                                                                                           | 대강면 | 당동리, 용부원리, 장림리, 장정리                                                                                           |
| 금강면 (金岡面) | 고수리, 금곡리, 기촌리, 노동리, 마조리, 수촌리, 장현리, 천동리, 후곡리                                                     | 단양읍 | 고수리, 금곡리, 기촌리, 노동리, 마조리, 수촌리, 장현리, 천동리, 후곡리                                                     |

- 1917년 9월 25일 금강면과 대흥면이 합병하여 대강면이 되었다.[2] 총 28개 리로 단양면(18개 리), 매포면(18개 리) 보다 무려 10개 리가 많았다.
- 1917년 10월 1일 남쪽의 대흥면 천동리와 마조리가 북쪽의 금강면 천동리, 마조리와 이름이 같은 관계로 “천”자와 “조”자를 남겨서 남천리와 남조리로 개칭되었다.[3]
- 1989년 1월 1일 후곡리, 장현리, 노동리, 마조리, 수촌리, 천동리, 금곡리, 기촌리, 고수리 9개 리가 단양읍으로 편입되었다.[4] (19법정리)

## 행정 구역
| 법정리   | 행정리                                     | 비고                   |
| -------- | ------------------------------------------ | ---------------------- |
| 괴평리   | 괴평리                                     |                        |
| 남조리   | 남조리                                     |                        |
| 남천리   | 남천리                                     |                        |
| 당동리   | 당동리                                     |                        |
| 덕촌리   | 덕촌리                                     |                        |
| 두음리   | 두음리                                     |                        |
| 무수촌리 | 무수촌리                                   |                        |
| 미노리   | 미노리                                     |                        |
| 방곡리   | 방곡리                                     |                        |
| 사동리   | 사동리                                     |                        |
| 사인암리 | 사인암리                                   | 직티리 일부 포함       |
| 성금리   | 성금리                                     |                        |
| 신구리   | 신구리                                     |                        |
| 올산리   | 올산리                                     |                        |
| 용부원리 | 용부원1리, 용부원2리, 용부원3리, 용부원4리 |                        |
| 장림리   | 장림리                                     | 면 행정복지센터 소재지 |
| 장정리   | 장정리                                     |                        |
| 직티리   | 직티리                                     |                        |
| 황정리   | 황정리                                     |                        |